# 598855 Agerer
598855 Agerer è un asteroide della fascia principale. Scoperto nel 2009, presenta un'orbita caratterizzata da un semiasse maggiore pari a 2,284211 UA e da un'eccentricità di 0,207320, inclinata di 7,456391° rispetto all'eclittica.